# Octavian Balint
Octavian Balint (n. 11 iunie 1919, Șutu, Cluj – d. 12 august 1962, lagărul de la Periprava) a fost un profesor universitar român. A fost arestat la 16 februarie 1959, condamnat de Tribunalul Militar Cluj la 8 luni închisoare (sentința 409/1959), pedeapsă prelungită cu o condamnare administrativă de 36 luni (ordinal MAI 10057/1959). Închis la Cluj ca deținut politic, a fost transferat în noiembrie 1959 la închisoarea Jilava, apoi în lagărele de muncă 5 Culme și Periprava. Pe data de 10 mai 2023 osemintele lui au fost depuse la Mănăstirea Dervent. 
Octavian Balint este strănepotul revoluționarului român Simion Balint și unchiul compozitorului Șerban Nichifor.